# Agneta Ögren
Karin Agneta Ögren, född 21 mars 1965, är en svensk jurist. 
Agneta Ögren har varit adjunkt vid Umeå universitet och rådman i Umeå tingsrätt. Hon var lagman i Umeå tingsrätt och samtidigt myndighetschef för hyres- och arrendenämnden i Umeå 2008–2021. Hon utnämndes 2021 till hovrättspresident i Hovrätten för Nedre Norrland.
Agneta Ögren var särskild utredare i Skogsutredningen 2019–2020.